# Клімат Харкова
Клімат Харкова помірно континентальний: зима холодна та сніжна, але мінлива, літо — спекотне. Середня температура року — + 6,9 °C (у січні - 6,9, у липні + 20,3). Середня кількість опадів за рік 513 мм, найбільша — в червні та липні. У самому місті та приміських околицях клімат м'якший, ніж на прилеглій північній території, і тому придатний для городництва й садівництва, включно з виноградарством.

## Загальна характеристика
Місто знаходиться майже на кордоні зон лісостепу та степу, випаровуваність влітку помітно перевищує опади.
Головні фактори, що впливають на клімат міста.
- Географічна широта. Харків має широту від 49 ° 53 '(південь Основи) до 50° 05' (П'ятихатки), таким чином, середню географічну широту Харкова зазвичай приймають 50° Пн. ш. Дана географічна широта відповідає помірного поясу (який має протяжність в середньому від 45° Пн. ш до 65° Пн. ш).
- Географічне положення. Поблизу Харкова немає значних водойм, які впливають на клімат. Однак до міста можуть доходити повітряні маси з Чорного, Середземного морів та Атлантичного океану. Місто відкрите для вітрів всіх напрямків, чим обумовлені значні річні коливання температури.

Харків розташований на п'яти пагорбах і має перепад висот між верхньою і нижньою точками понад 115 метрів. Тому холодне повітря рухається з верхніх точок вниз, зазвичай у долини річок, де знижує температуру.
- Середньорічна температура — 8,1 °C.
- Середньорічна кількість опадів 515 мм.
- Середньорічна швидкість вітру 4 м/с.
- Середньорічна вологість повітря 74%.

Опади в місті випадають досить рівномірно протягом року. Як усюди в помірному поясі, опади найбільші в літні місяці, що пов'язано, головним чином, з переміщенням Сонця по екліптиці — його високе положення над горизонтом стимулює випаровування вологи і формування дощів і гроз. Найбільш вологий місяць — липень (67 мм опадів). Серпень сухішій від інших літніх місяців, що пов'язано зі сталим антициклоном. Із серпня по січень випадає від 35 до 45 мм опадів.
Найсухіші місяці — з лютого по квітень, причиною чого є мала активність Атлантики. Найменше опадів випадає в березні — у середньому 27 мм.
З року в рік кількість опадів дуже не рівномірна — за весь час метеоспостережень в місті їхня кількість коливалась від 319 мм (1957 рік) до 754 мм (1970 рік). Зафіксовано, що найбільше опадів випало в 1879 р. (898 мм), а найменше (279 мм) — в 1921 р..
В цілому зволоження міста недостатнє, випаровуваність перевищує зволоження. Атмосферна посуха — порівняно часте явище і може бути неодноразово протягом року.
За даними Харківського регіонального центру з гідрометеорології 2020 рік у Харкові був найтеплішим за весь період спостережень із середньою температурою +10,4 °C.

## Кліматограма
| Клімат Харкова           | Клімат Харкова | Клімат Харкова | Клімат Харкова | Клімат Харкова | Клімат Харкова | Клімат Харкова | Клімат Харкова | Клімат Харкова | Клімат Харкова | Клімат Харкова | Клімат Харкова | Клімат Харкова | Клімат Харкова |
| Показник                 | Січ.           | Лют.           | Бер.           | Квіт.          | Трав.          | Черв.          | Лип.           | Серп.          | Вер.           | Жовт.          | Лист.          | Груд.          | Рік            |
| Абсолютний максимум, °C  | 11,1           | 14,6           | 21,8           | 30,5           | 34,5           | 39,8           | 38,4           | 39,8           | 34,7           | 29,3           | 20,3           | 13,4           | 39,8           |
| Середній максимум, °C    | −2,1           | −0,8           | 5,2            | 14,7           | 21,4           | 25,2           | 27,4           | 26,8           | 20,5           | 12,6           | 4,3            | −0,7           | 12,9           |
| Середня температура, °C  | −4,5           | −3,8           | 1,4            | 9,7            | 16,1           | 20             | 22             | 21,1           | 15,1           | 8,2            | 1,6            | −2,9           | 8,7            |
| Середній мінімум, °C     | −6,8           | −6,6           | −1,9           | 4,8            | 10,7           | 14,7           | 16,6           | 15,4           | 10,2           | 4,4            | −0,8           | −5,1           | 4,6            |
| Абсолютний мінімум, °C   | −35,6          | −29,8          | −32,2          | −11,4          | −1,9           | 2,2            | 5,7            | 2,2            | −2,9           | −9,1           | −20,9          | −30,8          | −35,6          |
| Норма опадів, мм         | 36.6           | 33             | 36.3           | 32             | 54.2           | 58.2           | 63.3           | 39.1           | 44.2           | 44.4           | 39             | 39.6           | 519.9          |
| ------------------------ | -------------- | -------------- | -------------- | -------------- | -------------- | -------------- | -------------- | -------------- | -------------- | -------------- | -------------- | -------------- | -------------- |
| Джерело: Погода і клімат |                |                |                |                |                |                |                |                |                |                |                |                |                |

Середня температура кожної декади (норма 1971 — 2000 рр.):
| Місяць, декада          | Січ I | Січ II | Січ III | Лют I | Лют II | Лют III | Бер I | Бер II | Бер III | Кві I | Кві II | Кві III | Тра I | Тра II | Тра III | Чер I | Чер II | Чер III |
| ----------------------- | ----- | ------ | ------- | ----- | ------ | ------- | ----- | ------ | ------- | ----- | ------ | ------- | ----- | ------ | ------- | ----- | ------ | ------- |
| Температура повітря, °C | −5,4  | −5,8   | −5,9    | −6,0  | −5,2   | −4,6    | −2,3  | −0,2   | 2,6     | 6,6   | 9,2    | 11,5    | 13,5  | 15,3   | 17,0    | 18,3  | 19,3   | 19,9    |

| Місяць, декада          | Лип I | Лип II | Лип III | Сер I | Сер II | Сер III | Вер I | Вер II | Вер III | Жов I | Жов II | Жов III | Лис I | Лис II | Лис III | Гру I | Гру II | Гру III |
| ----------------------- | ----- | ------ | ------- | ----- | ------ | ------- | ----- | ------ | ------- | ----- | ------ | ------- | ----- | ------ | ------- | ----- | ------ | ------- |
| Температура повітря, °C | 20,2  | 20,5   | 20,5    | 20,5  | 19,8   | 18,3    | 16,1  | 14,1   | 11,8    | 9,7   | 7,5    | 4,6     | 2,4   | 0,3    | −0,9    | −2,5  | −3,5   | −4,5    |

## Сезони

### Зима
Характер погоди в місті визначається вітрами. Якщо вітри з північного сходу, встановлюється морозна, часом дуже холодна, ясна погода. Стійкий і холодний сибірський антициклон може принести мороз до -30 °C, іноді навіть більше. Західні вітри несуть багато вологи, тоді настає відлига, іноді тривала, а температура повітря перетинає нульову позначку. Отже зима у місті характеризується зміною холодної сибірської погоди і атлантичного тепла. Кліматична зима приходить в місто на початку грудня, коли середня температура повітря падає нижче нуля. Стійкий сніговий покрив може лягти помітно пізніше, але переважно це відбувається до середини грудня. Зима зазвичай м'яка, з періодичними відлигами і похолоданнями. Кліматична зима в місті триває близько 120 днів — з кінця листопада до другої половини березня. Утім, у суворі зими цей період може тривати довше, а в теплі — набагато менше. Зокрема, в аномально теплу зиму 2006/2007 року кліматична зима була більш ніж удвічі коротше середньостатистичної. Місто знаходиться на 50-й широті, тому сонце в ясну погоду інтенсивно прогріває землю, і вночі температура значно нижче денної. Прогрів особливо відчувається зі збільшенням тривалості світлового дня. Найхолодніша погода спостерігаються в першій половині січня, тобто у дні, близькі до зимового сонцестояння, коли сонячний прогрів порівняно слабкий.
У місті бувають як м'які зими, дощові, без стійкого снігового покриву в окремі місяці, так і суворі. Грудень здебільшого тепліший, ніж січень і лютий. У січні й лютому в суворі зими середньомісячна температура може впасти нижче -10 °C (останнього разу таке спостерігалося в лютому 2012 року)..

### Весна
Весна в місті настає з початком березня. Але сніговий покрив може зійти ще в лютому або протриматись аж до початку квітня. Швидке зростання висоти Сонця над горизонтом і часта ясна погода (березень вважається найбільш сухим місяцем в році) швидко прогріває землю і пробуджує весну. Іноді можливе повернення холодів і в більш пізні терміни (квітень, зрідка й початок травня), але таке буває нечасто. До кінця квітня починається активний ріст листя, а на початку травня зазвичай зникають нічні заморозки. Весна в місті стійка. Іноді навесні можлива посуха.

### Літо
Кліматичне літо приходить в місто в середині або на початку травня, а закінчується в середині-кінці вересня і триває, як правило, довше календарного. Літо  ділиться на два підсезони: вологий (травень — червень) і сухий (липень — вересень). Орієнтовна межа між сезонами збігається з точкою літнього сонцестояння. Під час вологого сезону погода тепла, волога і джерелом опадів є переважно переноси повітряних мас з Атлантичного океану. Під час сухого сезону основним джерелом опадів є рідкісні, але дуже сильні грози. В першу половину літа домінує хмарна, похмура погода, у другу — ясна. Пов'язано це з встановленням стійкого Азорського антициклону, домінуючого з липня по вересень. Спекотні дні найчастіше бувають в липні та серпні. Загальні тенденції літа — воно тривале, жарке й сухе. У найспекотніші дні температура може наближатися в тіні до 40-градусної позначки, 30-градусна спека — звичайне явище, іноді середній максимум місяця може перевищити цю позначку.

### Осінь
Осінь — надзвичайно контрастний період року. Якщо вересень має риси літніх місяців, то листопад — зимових. Жовтень знаходиться на роздоріжжі, і цього місяця може бути будь-яка погода — від спеки до досить сильних морозів. Але в цілому осінь ділиться на два підсезони: теплий і відносно сухий (вересень, іноді перша половина жовтня), і похмурий, сирий, вологий (кінець жовтня, листопад — грудень, аж до астрономічної зими). Головною особливістю осені є зниження висоти Сонця над горизонтом (більш ніж удвічі). Як наслідок, швидко знижується температура повітря, зростає активність атлантичних циклонів, Азорський антициклон відступає. Вересень має суху, теплу літню, іноді жарку погоду, переважно ясну. Листопад разом із груднем відзначається похмурою погодою. Жовтень має як теплі періоди (бабине літо), так і холодні (характерні для першої половини зими) — тоді переважають сирі дні з холодним дощем або навіть з мокрим снігом. Листопад починається в місті на початку жовтня і закінчується на початку листопада. На початку осені ллють інтенсивні та короткі дощі, та поступово дощі стають менш інтенсивними, але більш тривалими. У листопаді (дуже рідко — у жовтні) можливе встановлення тимчасового снігового покриву. У листопаді крім тимчасового снігового покриву можливе встановлення в окремі роки до кінця місяця постійного сніжного покриву.

## Інші природні явища

### Туман
Туман може спостерігатися в будь-який час року, але частіше туман спостерігається в осінньо-зимовий період. В середньому в Харкові спостерігається за рік 60 днів з туманом. Сильний туман спостерігається практично завжди при зимових відлигах і таненні снігу. Але іноді туман може спостерігатися в сильні морози ( «морозний туман»). Навесні та влітку туман спостерігається досить рідко, зазвичай разом із вторгненням великих мас циклонічного повітря. Найбільша кількість днів з туманом  була у 2006 році, коли зареєстрували 79 таких днів.

### Роса
Роса зазвичай спостерігається в теплий період року, коли вночі повітря охолоджується, і водяна пара, яка в ньому міститься, конденсується. Роса є одним з важливих джерел вологи для рослин і комах, бо допомагає пережити посушливу пору року, яким є літо.

### Іній
Іній — часте явище в міжсезоння (березень і квітень, жовтень і листопад). Рідкіше іній спостерігається в зимові місяці. Нерідко іній буває у вересні й вкрай рідко — в серпні, в середньому 1 день з інеєм за 25 років.

### Заметіль
Заметіль і поземка бувають з грудня по березень (рідко у листопаді, дуже рідко у квітні та жовтні). Заметіль і поземка — не дуже часті явища, зазвичай вони виникають при сильному вітрі, у сніг при вторгненні арктичних повітряних мас. На півдні Харківської області заметіль подеколи перетворюється на буран.

### Ожеледь
Справжня ожеледь — явище рідкісне. Воно буває зазвичай при різкому потеплінні після тривалих холодів, при випаданні рідких або змішаних опадів, при наявності холодного шару повітря під теплим (дощ при мінусовій температурі повітря). Ожеледиця стрічається досить часто, особливо — з настанням зими або її закінченням. Часто ожеледиця буває в середині зими під час відлиги (рідше — восени в періоди сильних похолодань) після нічного замерзання снігу, що розтанув, або води. Ожеледиця неприємне явище, бо триває довго (дні, навіть тижні), аж до стійкого потепління або випадання нового снігу. Для боротьби з ожеледицею зазвичай використовують пісок або хлорид натрію. Сильна ожеледь може обірвати дроти електромереж та завдати шкоди будівлям, деревам.

### Веселка
Досить рідкісне явище, бо висота Сонця влітку зазвичай перевищує 43 градуси, необхідні для її виникнення. Найчастіше спостерігається ранньої осені або пізньою весною, або влітку, коли Сонце вже схиляється до горизонту, або тільки сходить.